# يويتشي ياموتشي
يويتشي ياموتشي (باليابانية: 山内 祐一) (26 أكتوبر 1984 في كوماموتو في اليابان – )؛ هو لاعب كرة قدم ياباني سابق كان يلعب كمهاجم.

## وصلات خارجية
- يويتشي ياموتشي على موقع رابطة كرة القدم اليابانية للمحترفين (اليابانية)
- يويتشي ياموتشي على موقع قاعدة بيانات كرة القدم.إي يو (الإنجليزية)
- يويتشي ياموتشي على موقع Soccerway.com (الإنجليزية)